# Nymphomaniac

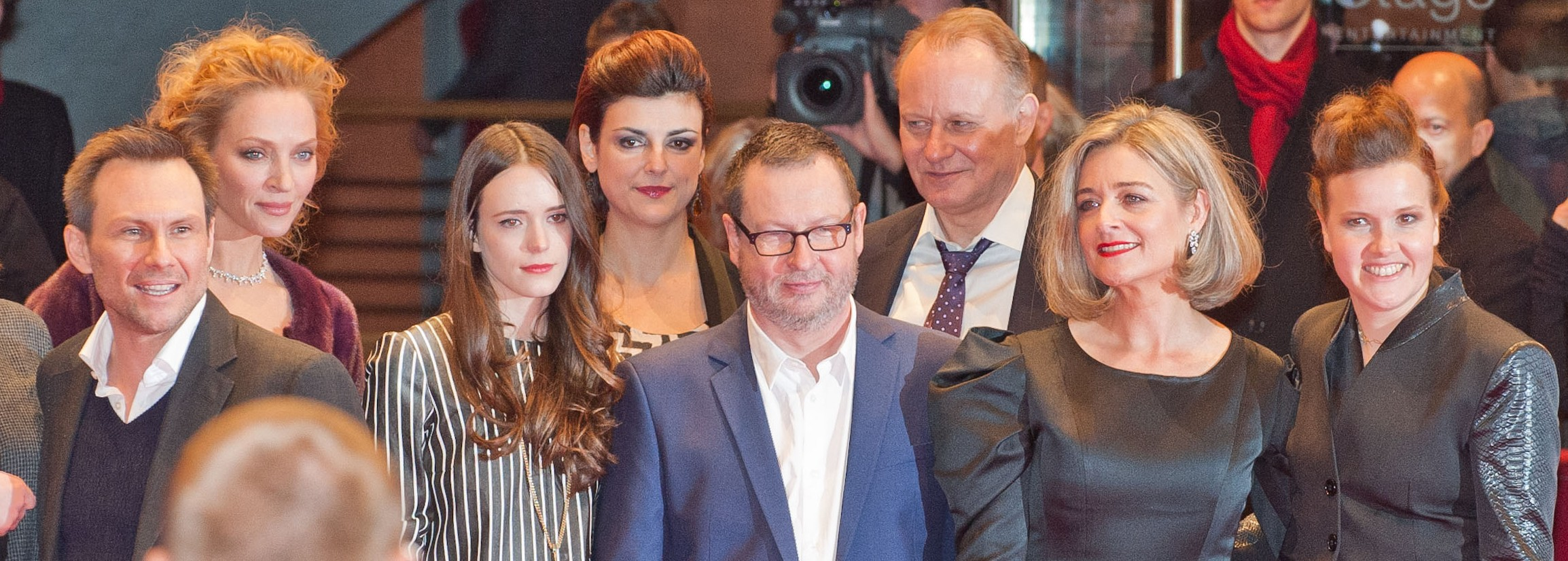
De filmploeg op het Internationaal filmfestival van Berlijn, februari 2014

Nymphomaniac (Nymph()maniac) is een uit twee delen bestaande film uit 2013 onder regie van Lars von Trier, oorspronkelijk bedoeld als één film maar door von Trier wegens de lengte verdeeld in twee delen. 
De uncut-versie van "Volume I" ging in première op 16 februari 2014 op het Internationaal filmfestival van Berlijn en de uncut-versie van "Volume II" ging in première op 2 september op het Filmfestival van Venetië. De complete Director’s Cut-versie van 5,5 uur had zijn wereldpremière op 10 september 2014 in Kopenhagen, Denemarken.

## Verhaal
Op een koude winteravond vindt de oude charmante vrijgezel Seligman (Stellan Skarsgård) een vrouw Joe (Charlotte Gainsbourg), in een steegje ineengeslagen. Terwijl hij haar wonden verzorgt in zijn flat, vertelt ze over haar leven als nymfomaan vanaf haar vroege jeugd tot de leeftijd van 50.

## Rolverdeling

### Hoofdrollen beide delen
| Acteur               | Personage            |
| -------------------- | -------------------- |
| Charlotte Gainsbourg | Joe (35-50 jaar oud) |
| Stacy Martin         | Joe (15-31 jaar oud) |
| Stellan Skarsgård    | Seligman             |
| Shia LaBeouf         | Jerôme Morris        |
| Christian Slater     | Joe’s vader          |
| Sophie Kennedy Clark | B                    |
| Uma Thurman          | Mrs. H               |

### Deel I
| Acteur             | Personage               |
| ------------------ | ----------------------- |
| Connie Nielsen     | Katherine, Joe’s moeder |
| James Northcote    | Jongeman 1 in de trein  |
| Charlie G. Hawkins | Jongeman 2 in de trein  |
| Jens Albinus       | S                       |
| Felicity Gilbert   | Liz                     |
| Jesper Christensen | Jerôme's oom            |
| Hugo Speer         | Mr. H                   |
| Cyron Melville     | Andy (A)                |
| Saskia Reeves      | Verpleegster            |
| Nicolas Bro        | F                       |
| Ananya Berg        | Joe (10 jr.)            |
| Sofie Kasten       | B (10 jr.)              |

### Deel II
| Acteur           | Personage      |
| ---------------- | -------------- |
| Jamie Bell       | K              |
| Willem Dafoe     | L              |
| Mia Goth         | P              |
| Michael Pas      | Oudere Jerôme  |
| Jean-Marc Barr   | De schuldenaar |
| Udo Kier         | Ober           |
| Shanti Roney     | Tobias         |
| Caroline Goodall | Psychiater     |
| Ananya Berg      | Joe (10 jr.)   |
| Sofie Kasten     | B (10 jr.)     |

## Productie
Het filmen gebeurde tussen 26 augustus en 9 november 2012 in Duitsland (Keulen en Hilden) en België (Gent). Voor de expliciete seksscènes werd gebruikgemaakt van pornoacteurs, waarna de lichamen digitaal geplaatst werden op de filmacteurs.

## Prijzen & nominaties

### Volume I[3]
| jaar | prijs                | categorie                    | genomineerde(n)                     | uitslag     |
| ---- | -------------------- | ---------------------------- | ----------------------------------- | ----------- |
| 2015 | Robert               | Best original screenplay     |                                     | Gewonnen    |
| 2014 | European Film Awards | Audience Award Best Film     | Nymphomaniac: Vol. I Director’s Cut | Genomineerd |
| 2014 | Bodil Awards         | Bedste kvindelige hovedrolle | Charlotte Gainsbourg                | Gewonnen    |
| 2014 | Bodil Awards         | Bedste mandlige birolle      | Jamie Bell                          | Genomineerd |
| 2014 | Bodil Awards         | Bedste kvindelige hovedrolle | Stacy Martin                        | Genomineerd |
| 2014 | Bodil Awards         | Bedste mandlige hovedrolle   | Stellan Skarsgård                   | Genomineerd |
| 2014 | Bodil Awards         | Bedste danske film           | Lars Von Trier                      | Genomineerd |

### Volume II[4]
| jaar | prijs                | categorie                    | genomineerde(n)                      | uitslag     |
| ---- | -------------------- | ---------------------------- | ------------------------------------ | ----------- |
| 2015 | Robert               | Best original screenplay     |                                      | Gewonnen    |
| 2014 | European Film Awards | Audience Award Best Film     | Nymphomaniac: Vol. II Director’s Cut | Genomineerd |
| 2014 | Bodil Awards         | Bedste kvindelige hovedrolle | Charlotte Gainsbourg                 | Gewonnen    |
| 2014 | Bodil Awards         | Bedste kvindelige birolle    | Uma Thurman                          | Genomineerd |
| 2014 | Bodil Awards         | Bedste kvindelige hovedrolle | Stacy Martin                         | Genomineerd |
| 2014 | Bodil Awards         | Bedste mandlige hovedrolle   | Stellan Skarsgård                    | Genomineerd |
| 2014 | Bodil Awards         | Bedste danske film           | Lars Von Trier                       | Genomineerd |